# Säsong 2 av Simpsons
Den andra säsongen av Simpsons sändes på Fox mellan den 11 oktober 1990 och den 9 maj 1991, och bestod av totalt 21 avsnitt. Säsongens sista avsnitt, "Blood Feud", sändes under sommaren 1991, efter den officiella säsongsfinalen, och blev också inräknad i säsong 2. Det var tre show runners för den här säsongen: Matt Groening James L. Brooks och Sam Simon, som även var show runners för den första säsongen. Avsnittet "Homer vs. Lisa and the 8th Commandment" vann en Emmy för "Outstanding Animated Program (For Programming less than One Hour)", och samma avsnitt nominerades även i kategorin "Outstanding Sound Mixing for a Comedy Series or a Special".

## Utveckling
"Two Cars in Every Garage and Three Eyes on Every Fish" var det första avsnitt som producerades, men "Bart Gets an F" sändes först eftersom Bart var populär just då och producenterna ville ha en säsongspremiär med ett avsnitt om honom. Den andra säsongen hade en ny öppningssekvens, vilken var nerkortad med 15 sekunder från originalets längd på 1 minut och 30 sekunder. Introt från den första säsongen visade när Bart stal en busskylt, medan det nya introt visade när han åkte skateboard förbi ett antal karaktärer som gjort debut i den första säsongen.

### Nya återkommande karaktärer
- Mayor Quimby i "Bart Gets an F"
- Kang & Kodos i "Treehouse of horror
- Maude Flanders i "Dead Putting Society"
- Bill & Marty i "Bart vs. Thanksgiving"
- Dr. Hibbert i "Bart the Daredevil"
- Roger Meyers, Jr. i "Itchy & Scratchy & Marge"
- Sideshow Mel
- Lionel Hutz i "Bart Gets Hit by a Car"
- Dr. Nick Riviera
- Blue-Haired Lawyer
- Rainier Wolfcastle i "The Way We Was"
- Troy McClure i "Homer vs. Lisa and the 8th Commandment"
- Groundskeeper Willie i "Principal Charming"
- Hans Moleman
- Bernice Hibbert i "Bart's Dog Gets an F"
- Professor Frink i "Old Money"
- Snake i "The War of the Simpsons"
- Comic Book Guy i "Three Men and a Comic Book"

## Tittarsiffror
Fast serien hade lyckats, bestämde sig Fox under sommaren 1990 för att ändra sändningstiden för The Simpsons. Det skulle resultera i högre tittarsiffror för Beverly Hills, 90210 och Babes som sändes efter Simpsons. Serien skulle flytta från 20:00 på söndagar till 20:00 på torsdagar, samma tid som "The Cosby Show", det mest sedda programmet på den här tiden, sändes på NBC. Producenterna var emot detta, The Simpsons hade varit bland de tio mest sedda programmen när det sändes på söndagen, ändringen av sändningstiden skulle säkerligen försämra tittarsiffrorna. The Simpsons tappade tusentals tittare och hade bara fler tittare än "The Cosby Show" en gång. The Cosby Show, slutade som femte mest sedda tv-program, medan The Simpsons kom på 38:e plats, The Simpsons skulle inte komma att slå The Cosby Shows tittarsiffror förrän säsong 3. Simpsons flyttades inte tillbaka till den ursprungliga sändningstiden förrän säsong 6.

## Lista över avsnitt
| Nr i serien | Nr i säsongen | Titel                                                   | Regissör                                 | Författare                                                                    | Sändningsdatum   | Produktkod |
| --- | ------------- | ------------------------------------------------------- | ---------------------------------------- | ----------------------------------------------------------------------------- | ---------------- | ---------- |
| 14 | 1             | "Bart Gets an F"                                        | David Silverman                          | David M. Stern                                                                | 11 oktober 1990  | 7F03       |
| Bart håller ett föredrag inför klassen om boken Skattkammarön, det står dock snart klart för alla att han inte har läst boken. Läraren Edna får sina misstankar bekräftade när han inte kan säga namnet på piraten i boken. Efter skolan säger Edna till Bart att hans betyg bara blir sämre och sämre, och förvarnar honom om ett kommande projekt om USA under kolonialtiden. Väl hemma, försöker Bart att studera, men låter hela tiden andra saker komma före. Nästa dag "kollapsar" Bart i klassrummet för att slippa göra testet. Skolsystern skickar hem honom efter att ha gett honom diagnosen amoria flebit. Gästskådespelare: Marcia Wallace. |               |                                                         |                                          |                                                                               |                  |            |
| 15 | 2             | "Simpson and Delilah"                                   | Rich Moore                               | Jon Vitti                                                                     | 18 oktober 1990  | 7F02       |
| Homer ser en reklamfilm för Dimoxinil, ett nytt "mirakelmedel" mot skallighet. Han går till en affär som säljer Dimoxinil, men den visar sig kosta långt mer än vad Homer har råd med. På arbetet föreslår Lenny att Homer ska betala genom företagets sjukförsäkring. Han lyckas på så sätt få tag på medlet, och nästa dag vaknar han upp med långt, tjockt hår. När han märker det, rusar han ut på stadens gator i pyjamas, jublande över sitt nya hår. På arbetet sitter chefen, Mr Burns, och tittar på övervakningskamerorna för att hitta en ny person som han kan ge en högre position till. Han ser den hårige Homer och misstar honom för att vara en ung "go-getter", och väljer ut honom för jobbet. Gästskådespelare: Harvey Fierstein. |               |                                                         |                                          |                                                                               |                  |            |
| 16 | 3             | "Treehouse of Horror"                                   | David Silverman, Rich Moore & Wes Archer | Edgar Allan Poe, Jay Kogen, John Swartzwelder, Sam Simon & Wallace Wolodarsky | 25 oktober 1990  | 7F04       |
| Avsnittet börjar med att Marge kommer ut på en scen och varnar alla tittare för den våldsamma halvtimmen de har framför sig och ber dem att inte låta sina barn se på detta avsnitt. Efter vinjetten befinner sig Bart och Lisa i Barts trädkoja där de berättar spökhistorier för varandra. Utanför sitter Homer och lyssnar på deras berättelser. Inne i kojan sitter även Maggie och lyssnar. I slutet av episoden har Homer svårt att sova och berättar för Marge att han hatar Halloween. Gästskådespelare: James Earl Jones. |               |                                                         |                                          |                                                                               |                  |            |
| 17 | 4             | "Two Cars in Every Garage and Three Eyes on Every Fish" | Wes Archer                               | John Swartzwelder & Sam Simon                                                 | 1 november 1990  | 7F01       |
| Bart fångar en treögd fisk i en flod utanför Springfields kärnkraftverk. För att hindra anläggningen från att stängas, beslutar Mr Burns sig för att bli delstatens nya guvernör. |               |                                                         |                                          |                                                                               |                  |            |
| 18 | 5             | "Dancin' Homer"                                         | Mark Kirkland                            | David Isaacs & Ken Levine                                                     | 8 november 1990  | 7F05       |
| En kväll på Moe's Tavern berättar Homer hur han fick och sedan förlorade sitt stora genombrott. Hans berättelse börjar när kärnkraftverket bjuder in de anställda, med man/hustru och högst tre barn, till en baseballmatch med Springfield Isotopes på Springfield Stadium. Under matchen sitter chefen, Mr Burns, bredvid Homer, och efter några öl sitter de och skriker glåpord åt spelarna. Men när Homer i fyllan börjar peppa spelarna till musiken från "Elefantdansen", vinner de matchen. Gästskådespelare: Tom Poston och Tony Bennett. |               |                                                         |                                          |                                                                               |                  |            |
| 19 | 6             | "Dead Putting Society"                                  | Rich Moore                               | Jeff Martin                                                                   | 15 november 1990 | 7F08       |
| Homer försöker klippa gräsmattan. Ned bjuder in Homer till sin källare för att ta en öl. När Homer får se Neds hus och hans överdrivet perfekta relation med sin fru och son, blir han arg och anklagar Ned för att skryta. Ned svarar argt att Homer bör gå därifrån. På natten drabbas Ned av skuldkänslor för att han var så hård mot Homer, så han skriver ett brev till honom och berättar att han är väldigt ledsen och att han älskar honom som sin bror. Homer börjar skratta åt brevet och läser upp det för resten av familjen vid frukostbordet dagen efter. Mamman Marge är dock inte road över familjens reaktion och skäller ut Homer för att göra sig lustig över Neds uppriktiga ursäkt. Homer föreslår då att hela familjen ska åka och spela bangolf. Marge och Lisa ska göra andra saker så Homer tar med sig Bart och Maggie till Sir Putt-A-Lots Merrie Old Fun Centre. Där stöter de på Ned och hans son Todd; det slutar med att de spelar tillsammans. |               |                                                         |                                          |                                                                               |                  |            |
| 20 | 7             | "Bart vs. Thanksgiving"                                 | David Silverman                          | George Meyer                                                                  | 22 november 1990 | 7F07       |
| Det är Thanksgiving och Bart förstör Lisas middagsdekoration. Bart vägrar be om ursäkt och rymmer hemifrån. |               |                                                         |                                          |                                                                               |                  |            |
| 21 | 8             | "Bart the Daredevil"                                    | Wes Archer                               | Jay Kogen & Wallace Wolodarsky                                                | 6 december 1990  | 7F06       |
| Familjen besöker en monstertruckracertävling och Bart beslutar sig för att bli en våghals han också. Barts första stuntförsök misslyckas och trots familjens ansträngningar fortsätter han göra stunts. |               |                                                         |                                          |                                                                               |                  |            |
| 22 | 9             | "Itchy & Scratchy & Marge"                              | Jim Reardon                              | John Swartzwelder                                                             | 20 december 1990 | 7F09       |
| Bart och Lisa sitter och tittar på ett avsnitt av Itchy & Scratchy. Även Maggie tittar. I avsnittet slår Itchy Scratchy i huvudet med en hammare. Under tiden håller Homer på med att bygga en kryddhylla åt Marge. Medan han håller på med det, kommer Maggie nerkrypande i trappan bakom honom, och slår en hammare i huvudet på Homer. Marge förstår till en början inte alls hur Maggie kunnat göra något sådant, men när hon ser ett avsnitt av Itchy & Scratchy och hur Maggie sedan gör samma sak, inser hon vad det beror på. Gästskådespelare: Alex Rocco. |               |                                                         |                                          |                                                                               |                  |            |
| 23 | 10            | "Bart Gets Hit by a Car"                                | Mark Kirkland                            | John Swartzwelder                                                             | 10 januari 1991  | 7F10       |
| Mr Burns kör på Bart med bilen när han åker på sin skateboard, och Bart vaknar upp i en säng på sjukhuset. Bart har fått mindre skador, en bula i pannan och en bruten tå, men inget allvarligt. Lionel Hutz, en jurist, kommer in i rummet och föreslår att Homer ska stämma Mr Burns. Burns erbjuder Homer 100 dollar, men han vägrar ta emot dem utan går till Lionel Hutz. Hutz lovar Homer en ersättning på minst 1 000 000 dollar. De går till läkaren Dr. Nick, som säger att Bart är svårt skadad. En bild på ett fingeravtryck visade enligt honom egentligen brutna revben. Marge tvivlar dock på Dr. Nicks kompetens. Gästskådespelare: Phil Hartman. |               |                                                         |                                          |                                                                               |                  |            |
| 24 | 11            | "One Fish, Two Fish, Blowfish, Blue Fish"               | Wes Archer                               | Nell Scovell                                                                  | 24 januari 1991  | 7F11       |
| Homer övertalas av familjen att de ska äta middag på en ny sushirestaurang. Homer äter det mesta som erbjuds och beställer till sist fugu. Fisken tillagades av en oerfaren kock och man misstänker att Homer bara har 24 timmar kvar att leva. Homer bestämmer sig för att göra en planering för sin sista dag i livet. Gästskådespelare: Larry King och Sab Shimono. |               |                                                         |                                          |                                                                               |                  |            |
| 25 | 12            | "The Way We Was"                                        | David Silverman                          | Al Jean, Mike Reiss & Sam Simon                                               | 31 januari 1991  | 7F12       |
| Familjens tv går sönder och Marge och Homer berättar för barnen hur de träffades i High School, 1974 då Homer försökte få Marge att bli hans kavaljer på skolbalen men hon istället valde Artie Ziff. Gästskådespelare: Jon Lovitz. |               |                                                         |                                          |                                                                               |                  |            |
| 26 | 13            | "Homer vs. Lisa and the 8th Commandment"                | Rich Moore                               | Steve Pepoon                                                                  | 7 februari 1991  | 7F13       |
| Homer skaffar kabel-tv åt familjen via en piratdekoder. I söndagsskolan lär sig Bart och Lisa om de tio budorden och helvetet. Efter att Lisa samtalat med pastor Lovejoy bestämmer hon sig för att inte titta på deras illegala kabel-tv. Homer bjuder över sina bästa vänner och kollegor för att titta på världens största boxningsmatch via deras kabel-tv. Gästskådespelare: Phil Hartman. |               |                                                         |                                          |                                                                               |                  |            |
| 27 | 14            | "Principal Charming"                                    | Mark Kirkland                            | David M. Stern                                                                | 14 februari 1991 | 7F15       |
| Patty och Selma går på kollegans Stanleys bröllop och Selma bestämmer sig för att hitta en man och tar hjälp av Marge. Marge tar hjälp av Homer som tror att rektor Skinner skulle bli en bra make till Selma och bjuder över honom till middag. Seymour blir förälskad i Patty och Selma blir olycklig och går ut med Barney. Gästskådespelare: Marcia Wallace. |               |                                                         |                                          |                                                                               |                  |            |
| 28 | 15            | "Oh Brother, Where Art Thou?"                           | Wes Archer                               | Jeff Martin                                                                   | 21 februari 1991 | 7F16       |
| Efter att Abraham får hjärtflimmer berättar han för Homer att han har en bortadopterad halvbror. Homer upptäcker att halvbrodern är Herb Powell, vd för Power Motors i Detroit. För att locka nya köpare bestämmer sig Herb Powell för att anlita Homer till att designa en ny bil för medelamerikanen. Gästskådespelare: Danny DeVito. |               |                                                         |                                          |                                                                               |                  |            |
| 29 | 16            | "Bart's Dog Gets an F"                                  | Jim Reardon                              | Jon Vitti                                                                     | 7 mars 1991      | 7F14       |
| För att få pli på Santa's Little Helper börjar han på hundskola, om han misslyckas på kursen kommer familjen att sälja hunden. Lisa drabbas av påssjuka och får stanna hemma med Marge. Inför examen har Santa's Little Helper misslyckats i alla övningar och Bart blir ledsen över att få mista sin hund. Gästskådespelare: Tracey Ullman. |               |                                                         |                                          |                                                                               |                  |            |
| 30 | 17            | "Old Money"                                             | David Silverman                          | Jay Kogen & Wallace Wolodarsky                                                | 28 mars 1991     | 7F17       |
| Familjen bestämmer sig för att umgås med Abraham var tredje söndag. Beatrice Simmons flyttar in på ålderdomshemmet och Abraham blir förälskad i henne. Tre söndagar senare fyller Beatrice år, men Abraham missar kalaset då han tvingas följa med Homer och hans familj på lejonsafari då Homer inte tror att Beatrice existerar. När Abraham kommer tillbaka ha Beatrice avlidit, men har testamenterat sin förmögenhet till Abraham. Gästskådespelare: Audrey Meadows och Phil Hartman. |               |                                                         |                                          |                                                                               |                  |            |
| 31 | 18            | "Brush with Greatness"                                  | Jim Reardon                              | Brian K. Roberts                                                              | 11 april 1991    | 7F18       |
| Bart och Lisa övertalar Marge och Homer att de ska besöka plaskberget där Homer fastnar i en rutschkana och bestämmer sig då för att gå ner i vikt. Homer upptäcker att Marge som tonåring varit förälskad i Ringo Starr och gjort flera målningar av honom. Lisa övertalar Marge att hon ska börja på en konstnärsklass. Mr Burns letar efter en konstnär som ska måla ett porträtt av honom och väljer Marge. Gästskådespelare: Jon Lovitz och Ringo Starr. |               |                                                         |                                          |                                                                               |                  |            |
| 32 | 19            | "Lisa's Substitute"                                     | Rich Moore                               | Jon Vitti                                                                     | 25 april 1991    | 7F19       |
| I Lisas klass sjukanmäls Hoover då hon misstänker att hon har borrelia och man tar in vikarien Mr Bergstrom. I Barts klass ska man utse elevrådsordförande och valet står mellan Bart och Martin. Lisa ser inte längre upp till Homer och Mr Bergstrom blir hennes nya fadersfigur tills han slutar på vikariatet. Gästskådespelare: Marcia Wallace och Sam Etic (Dustin Hoffman). |               |                                                         |                                          |                                                                               |                  |            |
| 33 | 20            | "The War of the Simpsons"                               | Mark Kirkland                            | John Swartzwelder                                                             | 2 maj 1991       | 7F20       |
| Marge och Homer anordnar en middagsbjudning där Homer dricker sig berusad och skämmer ut Marge. Marge och Homer börjar på ett äktenskapläger som anordnas av kyrkan, men han är mer intresserad av att fånga General Sherman. Under tiden är Abraham barnvakt åt barnen och då passar Bart på att anordna en fest. |               |                                                         |                                          |                                                                               |                  |            |
| 34 | 21            | "Three Men and a Comic Book"                            | Wes Archer                               | Jeff Martin                                                                   | 9 maj 1991       | 7F21       |
| Bart och Lisa besöker serietidningsmässan där Bart blir intresserad av att köpa det första numret av Radioactive man, men han har inte råd. Han börjar jobba hos Mrs Glick men får ändå inte tillräckligt med pengar. Hos ett besök hos serietidningsbutiken bestämmer sig Bart Milhouse och Martin för att tillsammans köpa tidningen, men det blir bråk om vem som ha hand om serietidningen. Gästskådespelare: Cloris Leachman och Daniel Stern. |               |                                                         |                                          |                                                                               |                  |            |
| 35 | 22            | "Blood Feud"                                            | David Silverman                          | George Meyer                                                                  | 11 juli 1991     | 7F22       |
| Vid invigningen av ett nytt varningssystem hos Springfields kärnkraftverk drabbas Mr Burns av blodbrist, men han den sällsynta blodgruppen 00-. Bart visar sig ha samma blodgrupp som Mr Burns och Homer lyckas övertala Bart att han kommer att få en stor belöning om han donerar blod. När belöningen visar sig bestå av ett tackkort så bestämmer Homer sig för att skriva ett brev till Mr Burns. |               |                                                         |                                          |                                                                               |                  |            |

## Hemvideoutgivningar
DVD:n för säsong 2 släpptes av 20th Century Fox i USA och Kanada den 6 augusti 2002, elva år efter att den hade sänts på TV. Förutom varje avsnitt från säsongen, innehöll DVD:n även extramaterial som kommentarer till varje avsnitt.
| The Complete Second Season | | | |
| Detaljer | Detaljer | Detaljer | Extramaterial |
| - 22 avsnitt - 4-disc set - 4:3 (1.33:1) - Dolby Digital 5.1 (endast engelska) Text: - - Svenska - Norska - Danska - Finska - Engelska (för hörselskadade) | - 22 avsnitt - 4-disc set - 4:3 (1.33:1) - Dolby Digital 5.1 (endast engelska) Text: - - Svenska - Norska - Danska - Finska - Engelska (för hörselskadade) | - 22 avsnitt - 4-disc set - 4:3 (1.33:1) - Dolby Digital 5.1 (endast engelska) Text: - - Svenska - Norska - Danska - Finska - Engelska (för hörselskadade) | - Kommentarer på varje avsnitt - Intervju med James L. Brooks och Matt Groening - Barts framträdande på "American Music Awards" - The Simpsons presenterar på Emmy-galan (+ med kommentar) - "Do The Bartman" musikvideo (+ med kommentar) - "Deep, Deep Trouble" musikvideo (+ med kommentar) - Featurette: "Creation of an Episode" - Utländska klipp - Butterfinger-reklamer - Galleri (brev från Barbara Bush, animationer, serietidningsomslag) - Tidiga sketcher |
| Release Datum | | | - Kommentarer på varje avsnitt - Intervju med James L. Brooks och Matt Groening - Barts framträdande på "American Music Awards" - The Simpsons presenterar på Emmy-galan (+ med kommentar) - "Do The Bartman" musikvideo (+ med kommentar) - "Deep, Deep Trouble" musikvideo (+ med kommentar) - Featurette: "Creation of an Episode" - Utländska klipp - Butterfinger-reklamer - Galleri (brev från Barbara Bush, animationer, serietidningsomslag) - Tidiga sketcher |
| Region 1 | Region 2 | Region 4 | - Kommentarer på varje avsnitt - Intervju med James L. Brooks och Matt Groening - Barts framträdande på "American Music Awards" - The Simpsons presenterar på Emmy-galan (+ med kommentar) - "Do The Bartman" musikvideo (+ med kommentar) - "Deep, Deep Trouble" musikvideo (+ med kommentar) - Featurette: "Creation of an Episode" - Utländska klipp - Butterfinger-reklamer - Galleri (brev från Barbara Bush, animationer, serietidningsomslag) - Tidiga sketcher |
| 6 augusti 2002 | 8 juli 2002 | September, 2002 | - Kommentarer på varje avsnitt - Intervju med James L. Brooks och Matt Groening - Barts framträdande på "American Music Awards" - The Simpsons presenterar på Emmy-galan (+ med kommentar) - "Do The Bartman" musikvideo (+ med kommentar) - "Deep, Deep Trouble" musikvideo (+ med kommentar) - Featurette: "Creation of an Episode" - Utländska klipp - Butterfinger-reklamer - Galleri (brev från Barbara Bush, animationer, serietidningsomslag) - Tidiga sketcher |